# Tulovići
Tulovići es un pueblo de la municipalidad de Banovići, en el cantón de Tuzla, Bosnia y Herzegovina.

## Superficie
Posee una superficie de 9,23 kilómetros cuadrados.

## Demografía
Hasta 2013 la población era de 867 habitantes, con una densidad de población de 94 habitantes por kilómetro cuadrado.